# Acid chenodezoxicolic
Acidul chenodezoxicolic (scris și acid chenodeoxicolic sau simplu acid chenocolic) este unul dintre principalii acizi biliari. Sărurile sale se numesc chenodezoxicolați. A fost izolat prima dată din bila de gâscă, de unde și provine denumirea sa (în greacă, χήν înseamnă „gâscă”).
Este utilizat și ca medicament, în tratamentul defectelor congenitale de sinteză a acidului biliar primar, cauzate de deficitul de sterol 27-hidroxilază, cât și pentru dizolvarea pietrelor biliare. Calea de administrare disponibilă este cea orală.